# Sierpe (botánica)
Las sierpes son chupones, brotes nuevos o tallos que crecen en el pie del tronco principal de un árbol.
Al ser más nuevos y tiernos, es más fácil que sean alimentados de savia, por lo que crecen con mucha fuerza. Se pueden dejar crecer para renovar el árbol enfermo e injertarlo de nuevo, o bien cortarlos para que no ocurra que se lleven la savia y debiliten el tronco. 
Ejemplo con el olivo en España: El desvaretado se realiza a finales de agosto y se limita a suprimir las varetas o chupones inaprovechables para el árbol, eliminando todas las nuevas sierpes que han crecido en la base del olivo.